# Rhinobatos thouin
Rhinobatos thouin är en rockeart som först beskrevs av Anonymous [Lacepède 1798.  Rhinobatos thouin ingår i släktet gitarrfiskar, och familjen Rhinobatidae. Inga underarter finns listade i Catalogue of Life.